# Liste der Ortschaften in South Dakota

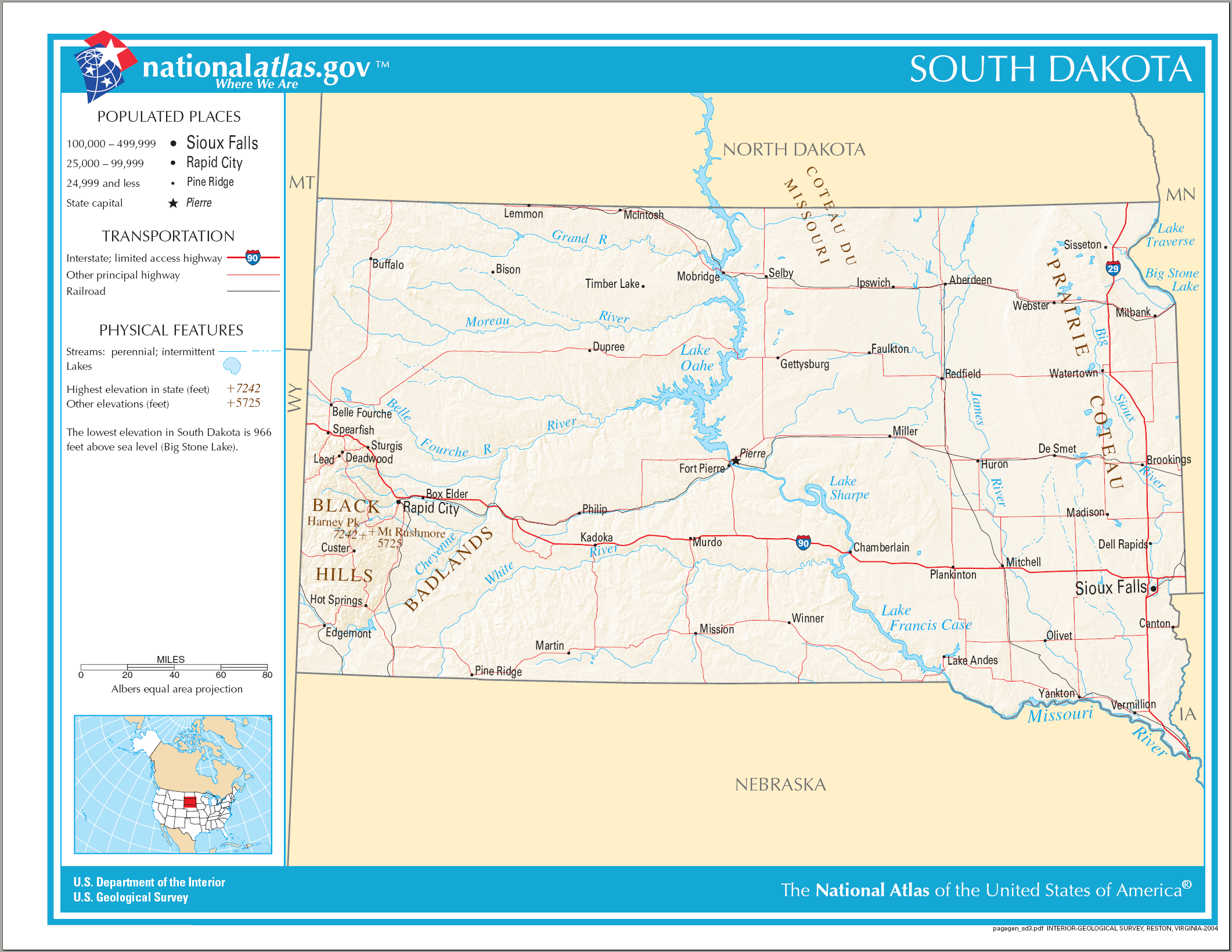
Karte von South Dakota

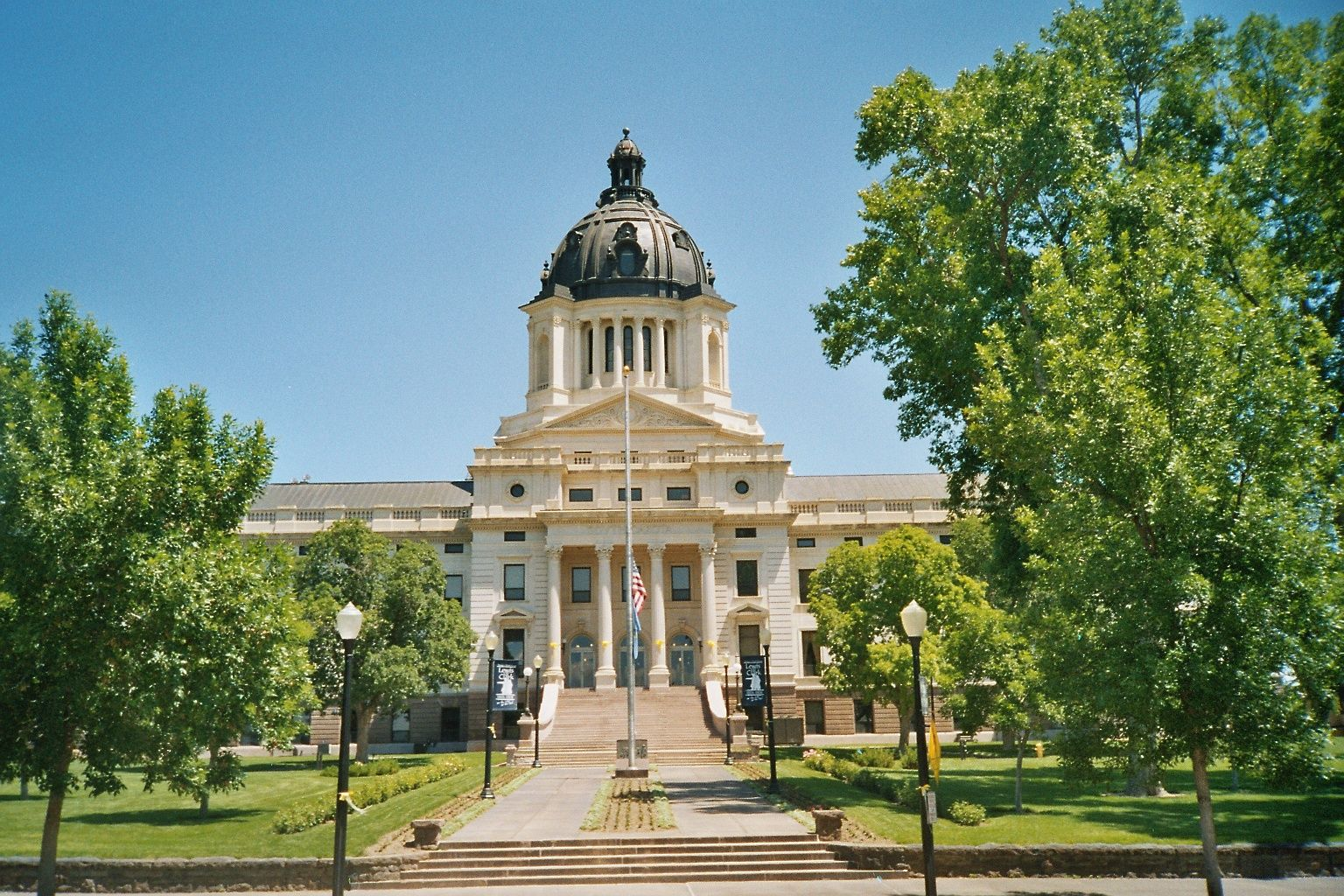
Pierre, die Hauptstadt South Dakotas

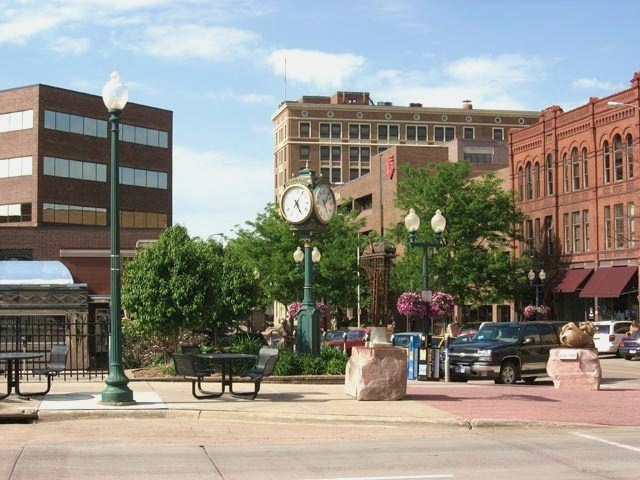
Sioux Falls, die größte Stadt South Dakotas

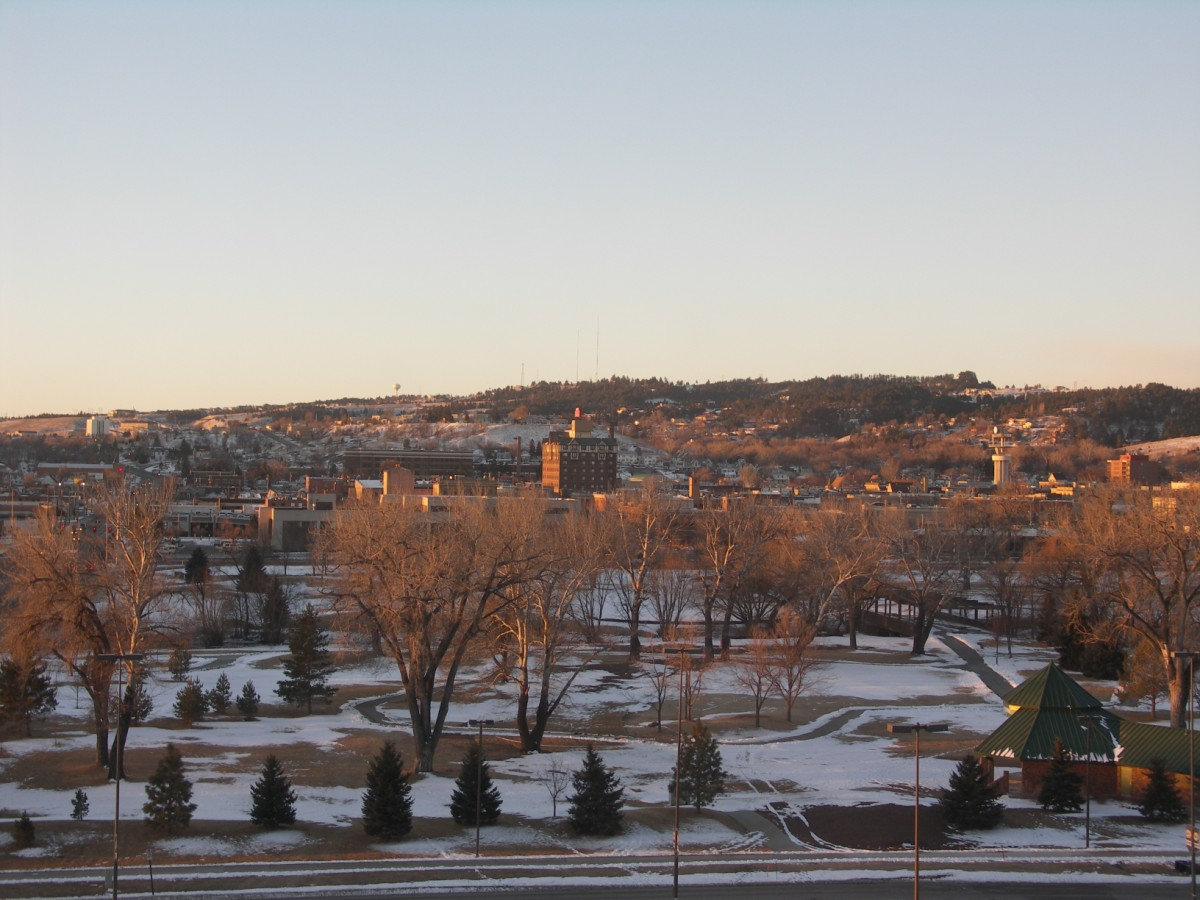
Rapid City

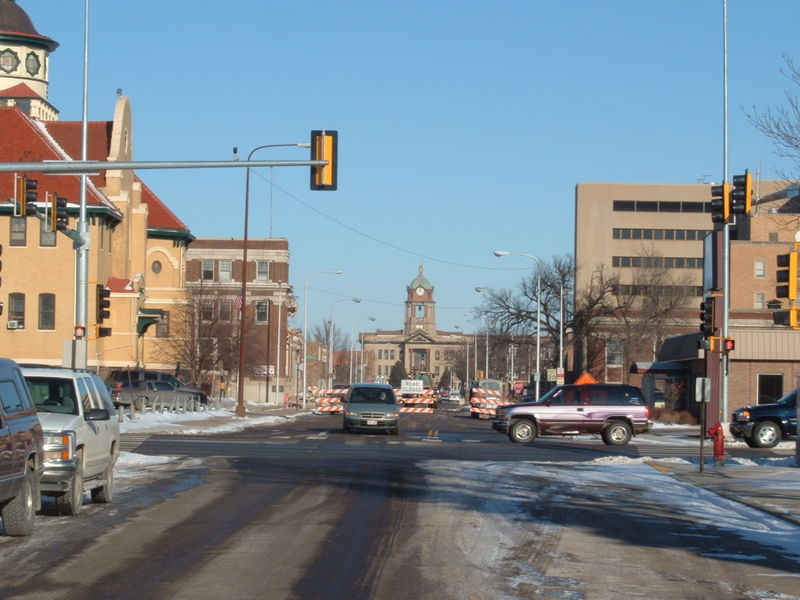
Aberdeen

Die folgende Liste zeigt alle Kommunen und Siedlungen im US-Bundesstaat South Dakota. Sie enthält sowohl Citys und Towns als auch Census-designated places (CDP).
Die obere Tabelle enthält die Siedlungen, die bei der Volkszählung im Jahr 2020 mehr als 2000 Einwohner hatten. Ebenfalls aufgeführt sind die Daten der vorherigen Volkszählung im Jahr 2000 und 2010. Die Rangfolge entspricht den Zahlen von 2020.
| Rang (2020) | Ort              | Einwohner 2020 | Einwohner 2010 | Einwohner 2000 | Typ  | County(s)          |
| ----------- | ---------------- | -------------- | -------------- | -------------- | ---- | ------------------ |
| 1           | Sioux Falls      | 192.517        | 153.888        | 123.975        | City | Minnehaha, Lincoln |
| 2           | Rapid City       | 74.703         | 67.956         | 59.607         | City | Pennington         |
| 3           | Aberdeen         | 28.495         | 26.091         | 24.658         | City | Brown              |
| 4           | Brookings        | 23.377         | 22.056         | 18.504         | City | Brookings          |
| 5           | Watertown        | 22.655         | 21.482         | 20.237         | City | Codington          |
| 6           | Mitchell         | 15.660         | 15.254         | 14.558         | City | Davison            |
| 7           | Yankton          | 15.411         | 14.454         | 13.528         | City | Yankton            |
| 8           | Huron            | 14.263         | 12.592         | 11.893         | City | Beadle             |
| 9           | Pierre           | 14.091         | 13.646         | 13.876         | City | Hughes             |
| 10          | Spearfish        | 12.193         | 10.494         | 8606           | City | Lawrence           |
| 11          | Box Elder        | 11.746         | 7800           | 2841           | City | Pennington, Meade  |
| 12          | Vermillion       | 11.695         | 10.571         | 9765           | City | Clay               |
| 13          | Brandon          | 11.048         | 8785           | 5693           | City | Minnehaha          |
| 14          | Rapid Valley     | 8098           | 8260           | 7043           | CDP  | Pennington         |
| 15          | Sturgis          | 7020           | 6627           | 6442           | City | Meade County       |
| 16          | Harrisburg       | 6732           | 4089           | 958            | City | Lincoln            |
| 17          | Madison          | 6191           | 6474           | 6540           | City | Lake               |
| 18          | Belle Fourche    | 5617           | 5594           | 4565           | City | Butte              |
| 19          | Tea              | 5598           | 3806           | 1742           | City | Lincoln            |
| 20          | Dakota Dunes     | 4020           | 2540           |                | CDP  | Union              |
| 21          | Dell Rapids      | 3996           | 3633           | 2980           | City | Minnehaha          |
| 22          | Milbank          | 3544           | 3353           | 3640           | City | Grant              |
| 23          | Hot Springs      | 3395           | 3711           | 4129           | City | Fall River         |
| 24          | Hartford         | 3354           | 2534           | 1844           | City | Minnehaha          |
| 25          | Mobridge         | 3261           | 3465           | 3574           | City | Walworth           |
| 26          | Pine Ridge       | 3138           | 3308           | 3171           | CDP  | Oglala Lakota      |
| 27          | Canton           | 3066           | 3057           | 3110           | City | Lincoln            |
| 28          | North Sioux City | 3042           | 2530           | 2288           | City | Union              |
| 29          | Blackhawk        | 3026           | 2892           | 2432           | CDP  | Meade              |
| 30          | Lead             | 2982           | 3124           | 3027           | City | Lawrence           |
| 31          | Summerset        | 2972           | 1844           | 573            | City | Meade              |
| 32          | Winner           | 2921           | 2897           | 3137           | City | Tripp              |
| 33          | Sisseton         | 2479           | 2470           | 2572           | City | Roberts            |
| 34          | Chamberlain      | 2473           | 2387           | 2338           | City | Brule              |
| 35          | Lennox           | 2423           | 2037           | 2111           | City | Lincoln            |
| 36          | Flandreau        | 2372           | 2341           | 2376           | City | Moody              |
| 37          | North Spearfish  | 2366           | 2221           | 2306           | CDP  | Lawrence           |
| 38          | Redfield         | 2214           | 2333           | 2897           | City | Spink              |
| 39          | Beresford        | 2180           | 2005           | 2006           | City | Union, Lincoln     |
| 40          | Elk Point        | 2149           | 1964           | 1707           | City | Union              |
| 41          | Fort Pierre      | 2115           | 2078           | 1991           | City | Stanley            |
| 40          | Volga            | 2113           | 2067           | 1860           | City | Custer             |

Weitere Siedlungen in South Dakota in alphabetischer Reihenfolge:
- Agar
- Agency Village
- Akaska
- Albee
- Alcester
- Alexandria
- Allen
- Alpena
- Altamont
- Anderson
- Andover
- Antelope
- Arlington
- Armour
- Artas
- Artesian
- Ashland Heights
- Ashton
- Astoria
- Aurora
- Aurora Center
- Avon
- Baltic
- Bancroft
- Badger
- Batesland
- Bath
- Bath Corner
- Belvidere
- Big Stone City
- Bijou Hills
- Bison
- Blucksberg Mountain
- Blunt
- Bonesteel
- Bowdle
- Bradley
- Brandt
- Brant Lake
- Brentford
- Bridgewater
- Bristol
- Britton
- Bruce
- Bryant
- Broadland
- Buffalo
- Buffalo Gap
- Bullhead
- Burke
- Bushnell
- Butler
- Camp Crook
- Canistota
- Canova
- Carthage
- Castlewood
- Cavour
- Centerville
- Chancellor
- Chelsea
- Central City
- Chester
- Claire City
- Claremont
- Clark
- Clear Lake
- Colman
- Colome
- Colton
- Columbia
- Conde
- Corn Creek
- Corona
- Corsica
- Cow Creek
- Cottonwood
- Cresbard
- Crocker
- Crooks
- Custer
- Dallas
- Dante
- Davis
- De Smet
- Deadwood
- Delmont
- Dimock
- Doland
- Dolton
- Draper
- Dupree
- Eagle Butte
- Eden
- Edgemont
- Egan
- Elkton
- Emery
- Erwin
- Estelline
- Ethan
- Eureka
- Fairburn
- Fairfax
- Fairview
- Faith
- Farmer
- Faulkton
- Fedora
- Ferney
- Florence
- Forestburg
- Fort Thompson
- Frankfort
- Frederick
- Freeman
- Fruitdale
- Fulton
- Gann Valley
- Garden City
- Garretson
- Gayville
- Geddes
- Gettysburg
- Glenham
- Goodwill
- Goodwin
- Gary
- Green Grass
- Green Valley
- Grenville
- Gregory
- Groton
- Hamill
- Harrison
- Harrold
- Hayti
- Hazel
- Hecla
- Henry
- Hermosa
- Herrick
- Herreid
- Hetland
- Highmore
- Hill City
- Hillsview
- Hitchcock
- Hosmer
- Hoven
- Howard
- Hudson
- Humboldt
- Hurley
- Interior
- Ipswich
- Irene
- Iroquois
- Isabel
- Java
- Jefferson
- Johnson Siding
- Kadoka
- Kaylor
- Kennebec
- Keystone
- Kidder
- Kimball
- Kranzburg
- Kyle
- Lake Madison
- Lower Brule
- La Bolt
- La Plant
- Lake Andes
- Lake City
- Lake Norden
- Lake Poinsett
- Lake Preston
- Lane
- Langford
- Lebanon
- Lemmon
- Leola
- Lesterville
- Letcher
- Lily
- Little Eagle
- Long Hollow
- Long Lake
- Loomis
- Lowry
- Manderson - White Horse Creek
- Mansfield
- Marion
- Martin
- Marty
- Marvin
- McIntosh
- McLaughlin
- Meadow View Addition
- Mellette
- Menno
- Midland
- Miller
- Milltown
- Mission
- Mission Hill
- Monroe
- Montrose
- Morningside
- Morristown
- Mound City
- Mount Vernon
- Murdo
- Naples
- New Effington
- New Holland
- New Underwood
- New Witten
- Newell
- Nisland
- Norris
- North Eagle Butte
- Northville
- Nunda
- Oacoma
- Oelrichs
- Oglala
- Okaton
- Okreek
- Ola
- Oldham
- Olivet
- Onaka
- Onida
- Orient
- Ortley
- Parker
- Parkston
- Parmelee
- Peever
- Philip
- Pickstown
- Piedmont
- Pierpont
- Pine Lakes Addition
- Plankinton
- Platte
- Pollock
- Porcupine
- Prairie City
- Presho
- Pringle
- Pukwana
- Quinn
- Ramona
- Ravinia
- Raymond
- Ree Heights
- Reliance
- Renner Corner
- Revillo
- Richland
- Rockham
- Roscoe
- Rosebud
- Rosholt
- Roslyn
- Roswell
- Running Water
- Salem
- Scotland
- Selby
- Seneca
- Sherman
- Shindler
- Sinai
- Soldier Creek
- South Shore
- Spencer
- Spring Creek
- Springfield
- St. Charles
- St. Francis
- St. Lawrence
- St. Onge
- Stickney
- Stockholm
- Storla
- Strandburg
- Stratford
- Summit
- Tabor
- Timber Lake
- Tolstoy
- Toronto
- Trent
- Tripp
- Tulare
- Turton
- Twin Brooks
- Two Strike
- Tyndall
- Utica
- Vale
- Valley Springs
- Veblen
- Verdon
- Viborg
- Vienna
- Vilas
- Volin
- Virgil
- Vivian
- Wagner
- Wakonda
- Wall
- Wallace
- Wanblee
- Ward
- Warner
- Wasta
- Waubay
- Waverly
- Webster
- Westport
- Wentworth
- Wessington
- Wessington Springs
- Wetonka
- Willow Lake
- Wilmot
- Winfred
- White
- White Horse
- White Lake
- White River
- White Rock
- Whitehorse
- Whitewood
- Wolsey
- Wood
- Woonsocke
- Worthing
- Wounded Knee
- Yale